# متین اوکتای
متین اوکتای (ترکی استانبولی: Taçsız Kral; ۲ فوریهٔ ۱۹۳۶ – ۱۳ سپتامبر ۱۹۹۱) بازیکن فوتبال اهل ترکیه بود.
از باشگاه‌هایی که در آن بازی کرده‌است می‌توان به باشگاه فوتبال گالاتاسرای، باشگاه ورزشی گالاتاسارای، و باشگاه فوتبال پالرمو اشاره کرد.
وی همچنین در تیم‌های ملی فوتبال جوانان ترکیه و ترکیه بازی کرده‌است.